# Петинка Галчева
Петинка Радева Галчева е българска химичка, декан на Факултета по природни науки към Шуменския университет. Нейно области на научни интереса са – Методика на обучението по химия; Проблеми на усвояване на химичния език; Екологизация на процеса на обучение в средното и висше училище; Съвременни дидактически технологии. През 2018 г. е сред учредителите на Съветът на учените към министъра на околната среда и водите.

## Биография
Завършва висше образование във Шуменския университет – специалност „Химия“, след това работи като учител по химия и физика. През 1982 – 1986 г. е преподавател по химия в ЕСПУ „Д-р Петър Берон“ в село Хитрино, през 1986 – 1988 г. е преподавател по физика в 10–то ОУ „Ламби Кандев“ в София, през 1988 – 1990 г. е преподавател по химия в ГПЧЕ „Никола Йонков Вапцаров“ в Шумен.
През 1990 г. става преподавател в Шуменския университет. През 2009 г. става ръководител на катедра „Обща химия“, през 2013 г. става председател на Методическия съвет на ШУ. В периода 2014 – 2016 г. е ръководител на катедра „Неорганична химия и методика на обучението по химия“.
През 2016 г. е избрана за декан на Факултета по природни науки. Тя се явява като единтствен кандидат за този пост, и е избрана с 66 гласа „за“ от 73–ма присъстващи на общото събрание на ФПН. Тя поема поста от проф. д.х.н. Добромир Енчев, който преди това е бил два мандата декан на ФПН.